# Colletes hethiticus
Colletes hethiticus är en biart som beskrevs av Warncke 1978. Colletes hethiticus ingår i släktet sidenbin, och familjen korttungebin. Inga underarter finns listade i Catalogue of Life.